# Бертіль Мартенсон
Бертіль Мартенсон (швед. Bertil Mårtensson; нар.1945р., Мальме, Швеція — 2018) — шведський письменник і публіцист в жанрі наукової фантастики, детективної фантастики, фентезі. Він також є академічним філософом. Мартенсон був доцентом Університету Умео, де завідував кафедрою з 1988 по 1993 роки. Також очолював кафедру  Лундського університету.
В юнацькі роки він писав в основному науково-фантастичні оповідання, новели, романи і довгий фентезі-твір в трьох томах, опублікований в 1979 - 1983 роках і перевиданий в 1997 році.
Шведські критики порівнювали його твори, стиль і тематику  з такими письменниками як Кліффорд Сімак, Теодор Стерджон, Дж. Р. Р. Толкін, а також із Казками тисячі й однієї ночі. Також було відзначено Скандинавський стиль. Він писав фантастику з скандинавськими  тролями як в Пер Ґюнт, В печері Гірського короля, чи тролями Йона Бауера.
Він розпочав свою кар'єру як дуже активний фанат наукової фантастики, був співредактором Науково-фантастичного форуму  у 1960-х роках і головним редактором в 1990-х. Він також написав багато оповідань і статей для науково-фантастичних фензинів, був почесним гостем кількох науково-фантастичних зібрань авторів. 
Його дебютний роман «Це — реальність» (швед. Detta är verkligheten) (1968) був нагороджений премією на загальноєвропейській конвенції Єврокон в Трієсті у 1972 році і був перекладений данською і чеською мовами. З того часу він опублікував низку науково-фантастичних і фентезійних романів, а також  науково-фантастичні оповідання англійською, німецькою, французькою, датською, іспанською та італійською мовами. Наприкінці 1970-х років Мортенсон також написав чотири поліцейські процесуальні кримінальні романи, другий з яких був удостоєний премії Sherlock-priset як найкращий шведський детективний роман 1977 року.
Як філософ, він опублікував підручник з формальної логіки та вступ до філософії науки. Його основні інтереси лежать в пізнанні, формуванні понять і зростанні знань. Він є «заслуженим доцентом у відставці»  Лундського університету.
Бертіль Мартенсон продовжує писати, з часу виходу на пенсію він опублікував нариси про наукову фантастику та деякі розповіді.

## Книги
- «Detta är verkligheten[cs]» , ("Це — реальність") Bonniers, 1968.
- Skeppet i Kambrium,  AoK 1974.
- Samarkand 5617, Bokád 1975.
- Adolf och javamännens gåta,  Bokád 1976.
- Mah-jongmorden, Bokad 1976.
- Jungfrulig Planet, Bokád 1977.
- Växande hot,  Bokad 1977 (Нагорода «Sherlock-priset» 1977).
- Mordet på dr Faust,  Bokád 1978.
- Sadisterna, Bokád 1979.
- Deral Bågskytt,  SFSF 1979.
- Vakthundarna,  (поема), SFSF 1979.
- Vilse,  SFSF 1979.
- Maktens Vägar: Vägen Bort, ("The Ways of Power: The Way Beyond") Bokád 1979. Перевидання 1997, Replik.
- Maktens Vägar: Vägen tillbaka, Bokád 1980. Перевидання 1997, Replik.
- Maktens Vägar: Vägen ut,  Anmans 1983. Перевидання 1997, Replik.
- Kontrakt med döden,  Settern 1985.
- Förvandlas,  Ellerströms 1986.
- Det gyllene språnget,  Nyströms 1987.
- Vingmästarens dotter,  Wiken, 1992.

## Електронні публікації (шведською)
- Maktens Vägar на сайті http://www.elib.se [Архівовано 26 листопада 2016 у Wayback Machine.]
- Samarkand 5617 (начитано шведською Сесилією Веттерстром) Wela Förlag, mp3-книга, http://www.elib.se [Архівовано 26 листопада 2016 у Wayback Machine.]
- Växande Hot на сайті http://www.elib.se [Архівовано 26 листопада 2016 у Wayback Machine.]

## Зовнішні посилання
- John-Henri Holmberg. "Mårtensson, Bertil" [Архівовано 22 травня 2018 у Wayback Machine.]. Енциклопедія наукової фантастики, редактори John Clute, David Langford, Peter Nicholls і Graham Sleight. London: Gollancz, оновлено 30 січня 2017. Додано 29.03.2018.

1. ↑  Internet Speculative Fiction Database — 1995.
2. ↑  The Encyclopedia of Science Fiction / P. Nicholls, J. Clute, D. Langford — ISSN 3049-7612
3. ↑  https://historygreatest.com/swedish-author-bertil-martensson-died-at-73